# 010 (The Mad Capsule Markets)
010 è il decimo album dei The Mad Capsule Markets. Il suono del gruppo è meno pesante, e tende ad un maggiore uso dell'elettronica. Il disco vede la partecipazione di Minoru Kojima, il primo chitarrista della band, che registrerà le parti di chitarra assieme a ToruXXX, ma solo quest'ultimo sarà presente in sede live. Tra le tracce dell'album c'è Wardance, cover dei Killing Joke.

## Tracce
1. Introduction 010 – 3:08
2. Come – 4:00
3. Chaos Step – 3:19
4. Gaga Life – 3:58
5. Jam! – 4:08
6. Kumo – 5:48
7. Wardance – 3:33
8. XXX Can of This – 3:18
9. Bit Crusherrrr – 3:07
10. This Is the Mad Style – 0:32
11. Good Day – 3:47
12. Fly High – 3:51
13. No Food, Drink, or Smoking – 2:43
14. R.D.M.C – 4:23